# لیکین (کانزاس)
لیکین (به انگلیسی: Lakin) شهری در ایالت کانزاس کشور ایالات متحده آمریکا است که جمعیت آن در سرشماری سال ۲۰۱۰ میلادی، ۲٬۲۱۶ نفر بوده‌است.

## نگارخانه

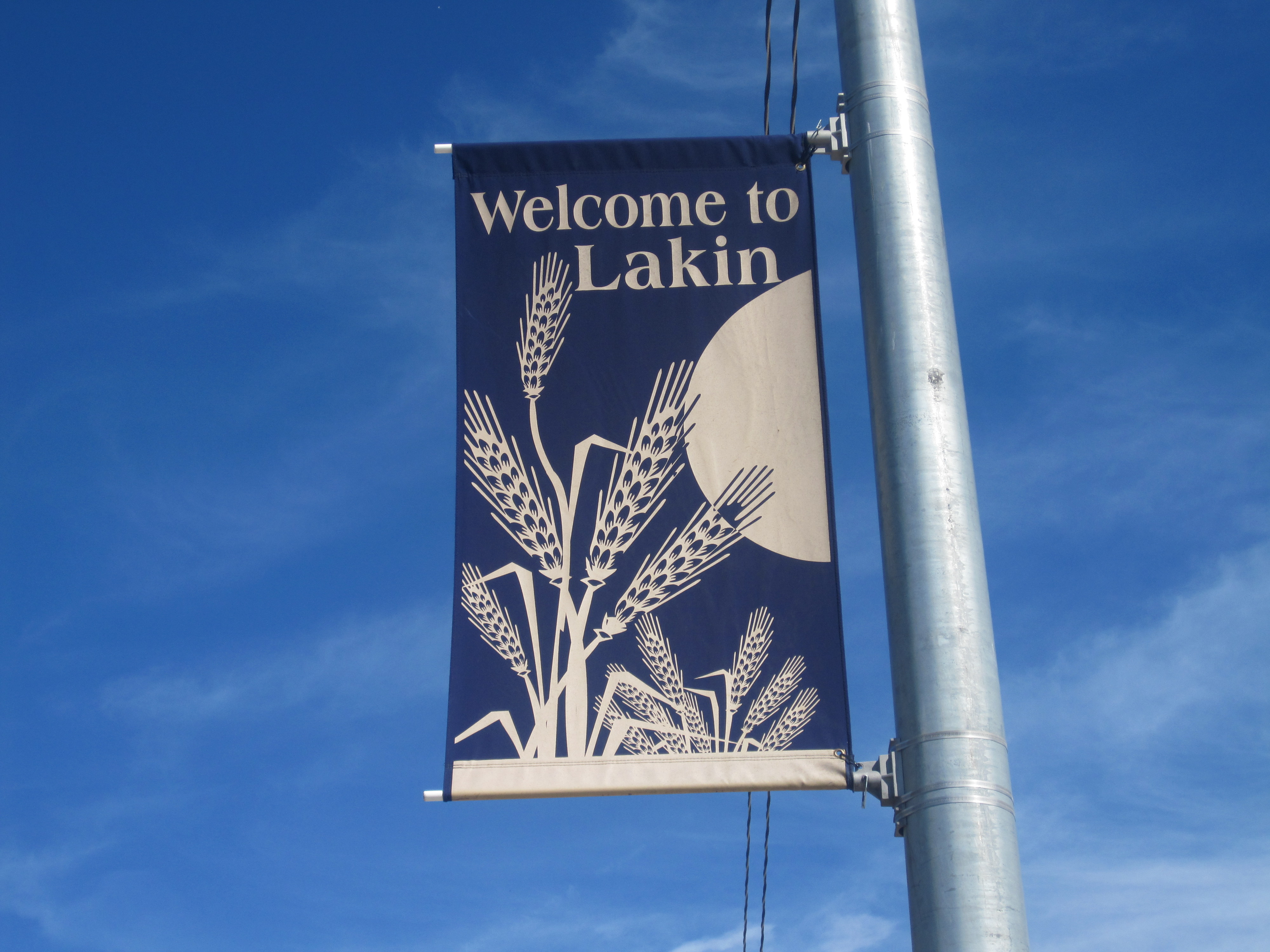
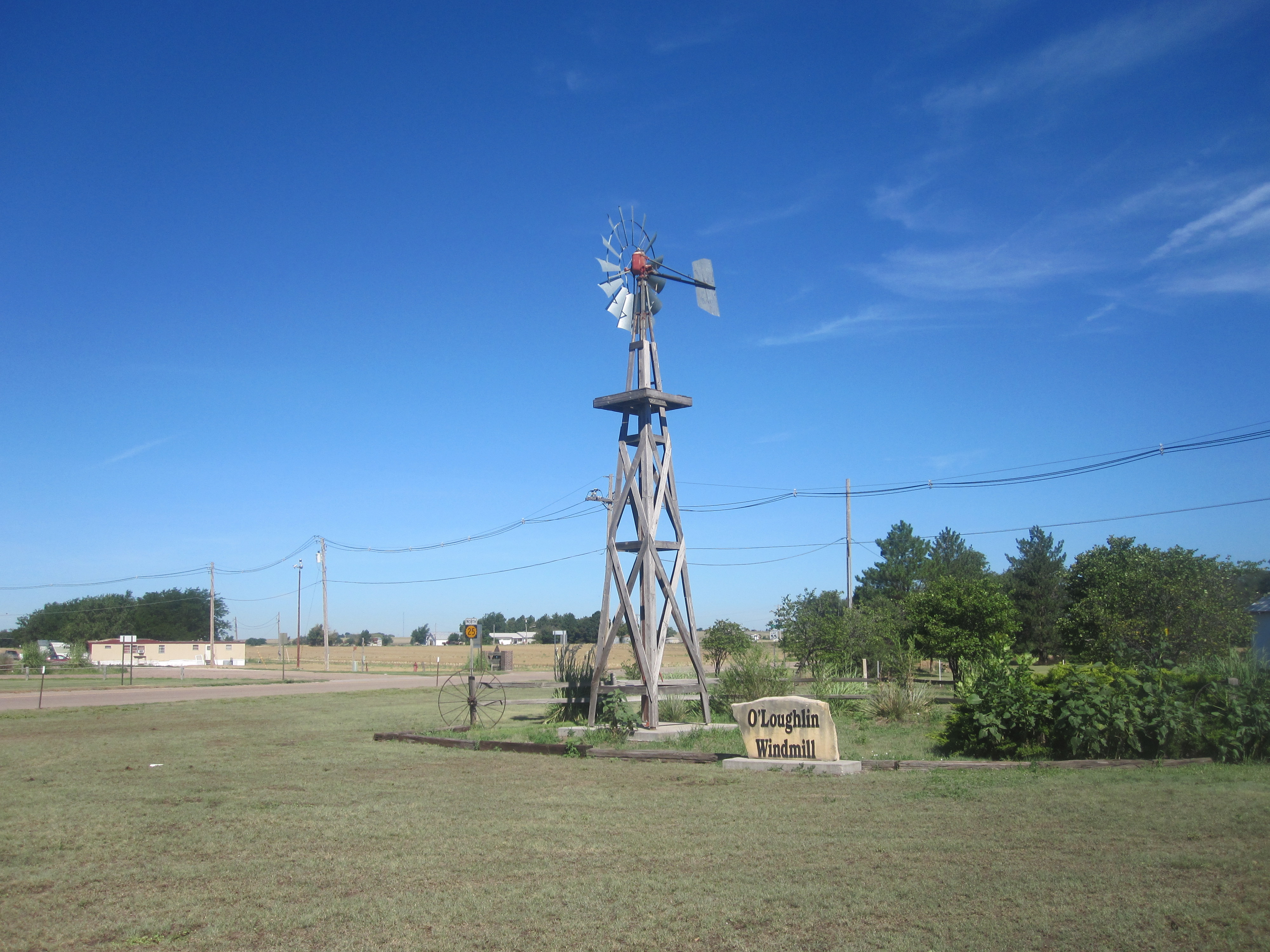
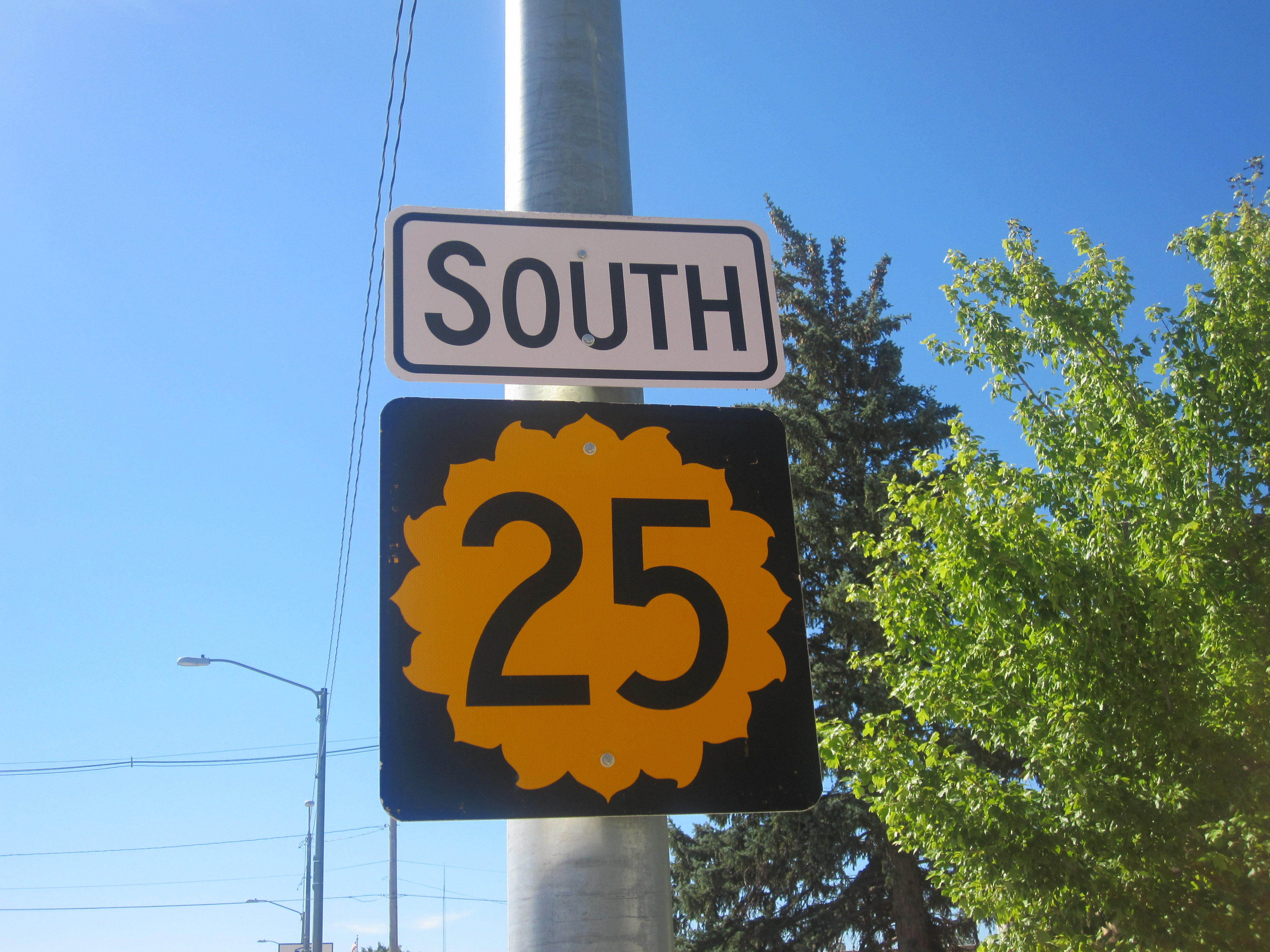